# Dear Evan Hansen
Dear Evan Hansen es un musical con letra y música de Ben Pasek y Justin Paul y libreto de Steven Levenson. Debutó en Broadway en el Music Box Theatre en diciembre de 2016 tras su estreno mundial en el Arena Stage de Washington D. C. en julio de 2015 y una producción Off-Broadway entre marzo y mayo de 2016.
El personaje titular, Evan Hansen, es un estudiante de último curso de instituto con trastorno de ansiedad social que se encuentra a sí mismo en el medio del huracán mediático que sigue a la muerte de un compañero de clase.
El musical ha recibido alabanzas de la crítica, particularmente por la interpretación protagonista de Ben Platt, las letras y el libreto, y ha servido como punto de discusión sobre historias acerca de la premadurez y los temas explorables en el teatro musical, particularmente el de las enfermedades mentales. En la edición 71 de los premios Tony, fue nominado a nueve premios, ganando seis, incluidos el de mejor musical, mejor banda sonora y mejor actor de musical para Platt.

## Antecedentes
El musical tuvo su origen en un incidente que tuvo lugar durante los años en el instituto de Pasek, y "toma noción de un adolescente, ... Evan Hansen, que se inventa un papel importante para él mismo en una tragedia que no se había ganado con Gucci y Prada
".

## Argumento
Evan Hansen, un adolescente que sufre ansiedad, y escribe una carta de esperanza dirigida a sí mismo como tarea asignada por su psicólogo antes del primer día de su último año en el instituto. Su madre Heidi, una auxiliar de enfermería muy ocupada que asiste a una escuela paralegal por las noches, intenta conectar con Evan, pero no consigue encontrar puntos en común con él. Le sugiere que haga nuevos amigos pidiéndole a la gente que le firme la escayola de su brazo, que Evan se ha roto durante el verano tras caerse de un árbol muy alto. Por otra parte está la familia Murphy, formada por Cynthia, Larry y sus hijos Zoe y Connor. Zoe y Larry regañan a Connor por drogarse antes del instituto, mientras Cynthia sufre por el hecho de que su familia se está desintegrando. En el instituto, Evan coincidirá con Connor, quien le empujará y tirará al suelo, haciendo que Zoe se disculpe con Evan en su lugar. Se da la circunstancia de que Evan lleva tiempo enamorado en secreto de Zoe y es incapaz de hablarle. Evan se escribirá en un ordenador del instituto otra carta a sí mismo, diciendo que no tiene esperanza de que este sea un buen año, y que su única esperanza la tiene puesta en Zoe, aunque no la conoce. Mientras la imprime, aparece Connor, todavía más deprimido que antes, y le firma la escayola, diciendo que así los dos podrán fingir que tienen amigos. Entonces lee la carta recién impresa, se enfurece con Evan y sale corriendo con ella en la mano.
Tras varios días sin noticias, se encuentra el cadáver de Connor, que se ha suicidado. Han encontrado en su bolsillo la carta de Evan, y han creído que se trata de una carta de suicidio de Connor dirigida a Evan, por lo que la familia de Connor le pregunta si eran conocidos, ya que nunca había mencionado tener amigos. Evan quiere explicar la verdad, pero entra en pánico y para salir de la situación acepta ir a verles a su casa, inventándose una historia en la que Connor y él eran buenos amigos y mantenían una correspondencia de correos electrónicos en secreto. Entonces comienza una espiral en la que Evan deja de ser ignorado y se convierte en el centro de atención en el instituto por su relación con el recién suicidado Connor, además de que se acerca a Zoe y estrechar más y más su relación con ella. Pero la mentira que va creciendo cada vez más y más acabará volviéndose en su contra cuando empiecen a notarse incoherencias en los correos electrónicos prefabricados por Evan.

### Acto 1
Evan Hansen es un adolescente que lucha por hacer amigos. Su terapeuta recomienda que se escriba cartas a sí mismo en las que se detalle lo que será bueno de cada día. Antes del primer día de su último año en la escuela secundaria, su madre, Heidi, sugiere que haga nuevos amigos al pedirle a la gente que firme el yeso en su brazo, que rompió al caer de un árbol durante el verano.
Al otro lado de la ciudad, la adinerada familia Murphy, Cynthia, Larry y sus hijos Zoe y Connor, se sientan a desayunar. Zoe y Larry reprenden a Connor por haberse drogado antes de la escuela, mientras que Cynthia lucha con el hecho de que su familia se está desmoronando. Las dos madres se preguntan simultáneamente cómo conectarse con sus hijos ("Anybody have a map?").
En la escuela, Evan se encuentra con Alana, una compañera de clase precoz pero algo absorta en sí misma, y Jared, su único amigo (familiar). Tanto Alana como Jared notan su brazo roto, pero ninguno de los dos firma su yeso. Luego, Evan se encuentra con Connor, quien interpreta la incomodidad de Evan como burlarse de él, lo que hace que Connor empuje a Evan al suelo. La hermana de Connor, Zoe, de quien Evan está enamorado, se siente obligada a disculparse por el comportamiento de su hermano. Evan se pregunta si este es su destino. el ser ignorado y marginado por el resto de su vida ("Waving Through a Window").
Evan se escribe otra carta. Afirma que ha renunciado a tener un buen año y se pregunta si alguien se daría cuenta si no estuviera allí. Él comenta que toda su esperanza ahora está atrapada en Zoe, ya que su enamoramiento por ella es lo único que le trae felicidad ("Waving Through a Window" (Reprise # 1)). Mientras imprime la carta en el laboratorio de informática de la escuela, se encuentra con Connor, nuevamente, ahora mucho más tranquilo que en la mañana, quien se ofrece a firmar su yeso. Después de firmarlo, lee la carta de Evan (que tomó de la impresora como un favor) y se enfurece ante la mención de Zoe, pensando que Evan tenía la intención de que la viera para burlarse de él. Él sale corriendo, llevándose la carta consigo.
Pasan varios días sin rastro de Connor. Evan se encuentra en un intenso estado de ansiedad por lo que Connor pudo haber hecho con la carta, y le cuenta a Jared en línea acerca de su tarea de escribir cartas para sí mismo, y de cómo está preocupado por lo que Connor pudo haber hecho con la carta ("Waving Through a Window"(Reprise # 2)). Más tarde, se llama a Evan a la oficina del director y se le dice que Connor se suicidó días antes, con la carta de Evan en el bolsillo, que creen que es una nota de suicidio dirigida a él. Evan va a la casa de Connor a cenar. Jared le había dado instrucciones de "asentir y confirmar", evitando mentir directamente o agregar algo nuevo, pero su incomodidad lo hace tropezar y miente, fingiendo que habían sido buenos amigos en secreto, vía correo electrónico. Los Murphy cuestionan esto porque Larry había estado leyendo la cuenta principal de Connor. Zoe y Cynthia se meten en una discusión, y Evan entra, contando una versión ficticia del día en que se rompió el brazo en un huerto de manzanas abandonado que Murphys había visitado ("For Forever"). Más tarde, Heidi le recuerda a Evan que debe comenzar a solicitar becas universitarias. Ella menciona haber oído hablar de la muerte de Connor, pero Evan le dice que no se preocupe y que él no conocía a Connor. Después de darse cuenta de que necesita pruebas de su supuesta "cuenta de correo electrónico secreta", Evan solicita la ayuda de Jared para crear conversaciones de correo electrónico falsas y anticuadas entre él y Connor ("Sincerely, Me").
Después de que Evan muestra los "correos electrónicos" de Connor de la familia Murphy, Cynthia está extasiada de que su hijo haya tenido un amigo, pero Larry está más herido que Connor dio por sentado a su familia y su vida privilegiada. Cuando Cynthia intenta mostrarle a Zoe los correos electrónicos, está enojada, recordando el comportamiento violento y aterrador de Connor. Discuten de nuevo, pero Zoe aún se niega a llorar a Connor ("Requiem"). A pesar de esto, después de leer la nota de suicidio, Zoe se da cuenta de que la mencionan y le pregunta a Evan por qué Connor diría eso de ella. Evan, incapaz de decirle la verdad, le dice todas las razones por las que la ama con el pretexto de que Connor las diga ("If I Could Tell Her"). Superado por la emoción, él besa impulsivamente a Zoe, pero ella se aleja y le dice que se vaya.
En la escuela, Evan y Alana notan que la gente está empezando a olvidarse de Connor. Impulsado por una visión de Connor, Evan consigue la ayuda de Alana y Jared para fundar "The Connor Project", una organización dedicada a mantener viva la memoria de Connor. Los tres lanzan la idea a los Murphy, que aceptan apoyar el proyecto ("Disappear"). Conmovida por su dedicación, Cynthia le da a Evan una corbata que había conseguido para Connor que nunca había usado y le pide a Evan que se la ponga cuando hable en el funeral de Connor. En el lanzamiento oficial de The Connor Project, Evan da un discurso inspirador sobre su soledad y amistad con Connor, que se vuelve viral. Zoe, vencida por el impacto que han tenido su hermano y Evan, lo besa ("You Will Be Found").

### Acto 2
Evan y Alana lanzan una idea para recaudar fondos en el sitio web de The Connor Project. En memoria de Connor, quieren recaudar $ 50,000 en tres semanas para reabrir el huerto de manzanas abandonado donde Evan y Connor supuestamente pasaron tiempo. A pesar de la total devoción de Alana por el proyecto, Evan se preocupa por su nueva relación con Zoe y su nueva familia en los Murphy, y comienza a descuidar a su madre, Jared y The Connor Project ("Sincerely, Me (Reprise)").
Heidi le dice a Evan que vio el video de su discurso en Facebook y le pregunta por qué no le contó sobre The Connor Project o sobre su amistad con Connor. Él responde enojado que no tuvo tiempo porque ella nunca está cerca. Superado por la emoción, luego se apresura a los Murphy, diciéndole que irá a casa de Jared. En la casa de los Murphy, Evan se vincula con Larry Murphy y le cuenta su infancia. Larry le ofrece un viejo guante de béisbol de Connor que nunca se usó ("To Break in a Glove"). Algún tiempo después, en la casa de Evan, Evan hace un comentario imprevisto a Zoe sobre cómo él y su madre no tienen mucho dinero y necesita becas para pagar la universidad. Cuando él comienza a mencionar a Connor, Zoe le dice que ella no quiere que su relación sea sobre Connor. (''Only Us'')
Evan se mete en una pelea con Jared, quien afirma que la muerte de Connor fue lo mejor que le sucedió a Evan: ya no es invisible y ha conseguido a la chica de sus sueños. Más tarde, Evan va a casa de los Murphy, solo para descubrir que invitaron a Heidi a cenar. Ella está mortificada por saber que quieren darle el fondo universitario de Evan Connor. En casa, Heidi y Evan se pelean por su secreto y su decepción. Evan confiesa que se siente bienvenido y aceptado en la familia Murphy en lugar de la ausencia de Heidi. Mientras tanto, Alana comienza a encontrar inconsistencias en los correos electrónicos falsos. Luego, Evan le pide a Jared que le ayude a solucionar las imprecisiones, pero él se niega y amenaza con exponer a Evan, quien responde que podría exponer el papel de Jared. Heidi, Alana y Jared convergen en la conciencia de Evan, lo que agrava su culpa y duda sobre sus decisiones ("Good For You")
Evan decide que tiene que aclarar lo que ha hecho. El imaginario Connor intenta disuadirlo, citando la felicidad que le ha dado a los Murphy y el destino de la relación de Evan con Zoe, pero Evan no se echa atrás y grita airadamente que necesita que todo termine. Connor no está convencido y le pregunta a Evan cómo se rompió el brazo: ¿se cayó por accidente o realmente lo soltó? Connor le dice que si dice la verdad, todo lo que tiene se habrá ido, y lo único que se quedará con él es ("For Forever" (Reprise)). Él desaparece, dejando solo a Evan.
Evan va a disculparse con Alana, pero ella dice que ha renunciado a que Evan la haya ayudado con el Proyecto Connor, ya que duda de la verdad de las repetidas declaraciones de Evan de que él era el mejor amigo de Connor. Desesperado, Evan dice que tiene pruebas de que eran amigos. Él le muestra la carta que escribió cuando estaba renunciando a tener un buen año, afirmando que era la nota de suicidio de Connor. Al darse cuenta de que la carta es la clave para cumplir el objetivo de recaudación de fondos, Alana la publica en línea donde, para disgusto de Evan, se vuelve viral. Como resultado, muchas personas comienzan a creer que el suicidio de Connor se debió a sus padres despreocupados y adinerados ("You Will Be Found" (Reprise)).
Evan está perturbado y va a ver a los Murphy, que se han convertido en el blanco de comentarios odiosos de personas que creen que fueron responsables de la muerte de Connor. Entra a los tres que luchan sobre por qué Connor realmente se suicidó y finalmente admite que inventó todo el asunto, con la esperanza de que pudiera forjar un vínculo genuino con los Murphy a partir de la tragedia. Mientras Zoe y su madre salen corriendo llorando, Larry se aleja de Evan con disgusto. Solo una vez más, Evan absorbe su quebrantamiento percibido como ineludible ("Words Fail").
Evan encuentra a Heidi esperándolo en casa. Ella vio la carta en línea e inmediatamente supo que era una de las tareas de terapia de Evan. Ella se disculpa con Evan por no haber visto lo mal que se había estado lastimando, aunque Evan niega su culpa debido a su engaño. Luego admite vagamente que su caída fue un intento de suicidio. Heidi lo sienta y recuerda el día que su padre se mudó y cómo se sentía tan pequeña y sola y no sabía cómo iba a hacerlo sola. Al final, sin embargo, se dio cuenta de que no estaba sola; tenía a Evan y sabía que los dos podrían superar cualquier cosa mientras estuvieran juntos. Con lágrimas en los ojos, Heidi promete que ella siempre estará allí para él cuando la necesite ("So Big / So Small").
Un año más tarde, Evan todavía vive en casa y trabaja en Pottery Barn para ganar suficiente dinero para ir a la universidad el próximo semestre. Él se comunica con Zoe, a quien no ha visto desde el día en que ella descubrió la verdad, y le pregunta si aceptará reunirse con él. Ella lo hace, pero insiste en que se encuentren en el huerto que ha sido reabierto en la memoria de Connor. Se disculpa por el dolor que le causó a su familia y admite que ha estado leyendo los diez libros favoritos de Connor después de encontrar una lista en un viejo anuario, en un intento de conectarse con quién realmente era. También le agradece a ella y a sus padres por mantener su secreto y revela que nunca le contaron a nadie que su amistad con Connor era una mentira. Ella lo perdona, diciendo que toda la dura experiencia unió a su familia durante el año pasado porque "todos lo necesitaban para algo". Evan le pregunta por qué insistió en reunirse en el huerto, y ella responde que quería estar segura de que él lo vio, y los dos comparten un momento suave antes de que se separen. Evan mentalmente se escribe una última carta en la que reflexiona sobre el impacto que ha tenido en su comunidad y finalmente se acepta a sí mismo ("Finale").

## Papeles y actores principales

### Reparto y personajes
| Personaje      | Washington, D.C. (2015) | Off–Broadway (2016)     | Broadway (2016-2017)    | Broadway (2021)    | Buenos Aires (2023) |  |
| -------------- | ----------------------- | ----------------------- | ----------------------- | ------------------ | ------------------- |  |
| Evan Hansen    | Ben Platt               | Ben Platt               | Ben Platt               | Jordan Fisher      | Máximo Meyer        |  |
| Heidi Hansen   | Rachel Bay Jones        | Rachel Bay Jones        | Rachel Bay Jones        | Jessica Philips    | Julia Zenko         |  |
| Zoe Murphy     | Laura Dreyfuss          | Laura Dreyfuss          | Laura Dreyfuss          | Gabrielle Carrubba | Rocío Hernandez     |  |
| Cynthia Murphy | Jennifer Laura Thompson | Jennifer Laura Thompson | Jennifer Laura Thompson | Christiane Noll    | Laura Conforte      |  |
| Larry Murphy   | Michael Park            | John Dossett            | Michael Park            | Michael Park       | Fabio Aste          |  |
| Connor Murphy  | Mike Faist              | Mike Faist              | Mike Faist              |                    | Guido Balzaretti    |  |
| Alana Beck     | Alexis Molnar           | Kristolyn Lloyd         | Kristolyn Lloyd         | Phoebe Koyabe      | Mariel Percossi     |  |
| Jared Kleinman | Will Roland             | Will Roland             | Will Roland             | Jared Goldsmith    | Mariano Condoluci   |  |

Ben Platt abandonó el musical en noviembre de 2017, siendo sucedido por Noah Galvin.
Jordan Fisher tomará el papel del protagonista en la reapertura programada para el 11 de diciembre de 2021.
En Buenos Aires el rol de Evan en las segundas funciones de los días sábados fue interpretado por Franco Valerga. 
A partir del mes de agosto, el rol de Connor Murphy fue interpretado por Alan Madanes.

### Reemplazos del reparto de Broadway
- Evan Hansen: Taylor Trensch[5]

## Números musicales
| Act 1 - "Anybody Have A Map" – Heidi, Cynthia - "Waving Through a Window" – Evan - "For Forever" – Evan - "Sincerely, Me" – Connor, Evan, Jared - "Requiem" – Zoe, Cynthia, Larry - "If I Could Tell Her" – Evan, Zoe - "Disappear" – Connor, Evan, Alana, Jared, Larry, Cynthia, Zoe - "You Will Be Found" – Compañía | Act 2 - "Sincerely, Me" (Reprise)**– Connor, Jared - "To Break In A Glove"– Larry, Evan - "Only Us" – Zoe, Evan - "Good For You" – Heidi, Alana, Jared, Evan, - "For Forever" (Reprise)"** -- Connor - "You Will Be Found" (Reprise)** – Compañía - "Words Fail" – Evan - "So Big/So Small" – Heidi - "Finale"– Compañía |

**No incluida en el álbum de la banda sonora del reparto original de Broadway

### Grabación
El 3 de febrero de 2017 se publicó un álbum con la banda sonora grabado por el reparto original de Broadway. La segunda canción del álbum, "Waving Through a Window" se publicó de forma anticipada como descarga para los que reservaron el álbum. La quinta canción, "Requiem", se publicó en streaming durante 24 horas el 26 de enero de 2017, una semana antes de la publicación del álbum. Al día siguiente se publicó anticipadamente también para aquellos que habrían pre-reservado el álbum. La grabación del final del primer acto, "You Will Be Found" se publicó en Internet para una sola escucha el 30 de enero de 2017. El álbum debutó en el número 8 en el Billboard 200 el 25 de febrero. La edición física del álbum en compact disc se publicó el 24 de febrero de 2017. En enero de 2018, el álbum recibió el premio Grammy a mejor álbum de teatro musical.

## Producciones

### WashingtonD.C. (2015)
Dear Evan Hansen se estrenó en el Arena Stage en Washington D. C., representándose del 10 de julio al 23 de agosto de 2015. La dirección fue de Michael Greif, con orquestación de Alex Lacamoire, decorados de David Korins y diseño de proyección de Peter Nigrini. Ben Platt ya era el protagonista en esta primera representación.

### Off-Broadway (2016)
El musical debutó en Off-Broadway en el Second Stage Theatre el 1 de marzo de 2016 con preestreno el 26 de marzo. En el reparto, Ben Platt, Laura Dreyfuss, Mike Faist, Rachel Bay Jones, Will Roland y Jennifer Laura Thompson, que repetían de la producción anterior, y nuevos actores como John Dossett y Kristolyn Lloyd. Michael Greif volvió a dirigir, con coreografía de Danny Mefford. La representación en Off-Broadway cerró el 29 de marzo de 2016.

### Broadway (2016)
La obra debutó en Broadway el 14 de noviembre de 2016 en preestreno, y de forma oficial el 4 de diciembre. Tras anunciarse originalmente que las representaciones tendrían lugar en el Belasco Theatre, a mediados de septiembre de 2016 los productores anunciaron que la obra se representaría en el Music Box Theatre. Michael Park, que había interpretado a Larry en Washington, volvió para la producción de Broadway, reemplazando a John Dossett. Los demás actores de Off-Broadway volvieron para Broadway.

### Gira por Estados Unidos
Se ha anunciado una gira por Estados Unidos que comenzará en Denver en octubre de 2018.

## Respuesta de la crítica
Derek Mong, en su crítica del musical en el Arena Stage, escribió que "el inventivo decorado diseñado por David Korins... que transforma un pequeño escenario en una plataforma para el cuarto de estar más íntimo para mostrar una conversación a corazón abierto entre madre e hijo, hasta el abismo físico del ciberespacio de internet... libreto de Steven Levenson... letra y música de Benj Pasek y Justin Paul... letras emotivas con relatabilidad universal unidas a un acompañamiento perfecto, a veces acústico, que puede cambiar el ambiente de sombrío a celebratorio y a siniestro en un solo acorde musical".
Barbara Mackay, revisando la producción del Arena Stage para TheatreMania escribió: "Levenson, Pasek y Paul se marcan dos listones altos y nada tradicionales en Evan Hansen: explorar el duelo de una comunidad y examinar a un solitario protagonista que desea desesperadamente conectar con esa comunidad... Ben Platt está sobresaliente como Evan... Puesto que el éxito del musical depende completamente en si la naturaleza solitaria de Evan parezca graciosa o rara, la habilidad de Evan de reírse de sí mismo y de hacer reír al público es crucial. Platt está encantador mientras se coloca sin parar la camisa o mueve la cabeza... Aunque los temas del duelo y la soledad son serios, el musical no tiene nada de sombrío. Muestra los hechos desafiantes de la vida. Pero desde el principio hasta el final, cuando Evan deja su cuarto y encuentra una auténtica vida fuera, Dear Evan Hansen contiene mucha más alegría que tristeza".
Susan Davidson, en su crítica de la producción del Arena Stage para CurtainUp, señaló: "...ayuda a suspender la incredulidad de que adolescentes hoscos y antisociales puedan cambiar rápido. Seguramente eso es un proceso que requiere tiempo y reajustes hormonales. Es difícil aceptar que una chica admirada desde hace tiempo de lejos pueda cambiar la mirada de Evan hacia la vida tan rápidamente o que el desequilibrio adolescente de Connor le lleva a hacer lo que hace. Pero llega alto y claro sin embargo el hecho de que lo que empieza cómo un engaño se puede disparar desproporcionadamente por internet, donde las mentiras se diseminan a la velocidad de la luz dejando un reguero de víctimas en su oleada... La música es agradable, no terriblemente original, pero suficientemente buena para mover los pies. Las baladas de Benj Pasek y Justin Paul sobresalen, particularmente la de Heidi, "So Big/So Small", la de Evan "Words Fail" y el dueto romántico de Zoe y Evan "Only Us"."
Charles Isherwood, en su crítica de la producción del Second Stage para The New York Times, señaló: "Las canciones, de Benj Pasek y Justin Paul (Dogfight, A Christmas Story), llegan a las mismas notas complejas, con letras birn proporcionadas y emotivas que exponen las emociones y conflictos que la muerte de Connor y la involucración de Evan causan en ambas familias. La música, interpretada por una banda pequeña pero excelente en una plataforma en lo alto del escenario, es un pop-rock atractivo y sin estridencias, con generosas dosis de guitarra acústica, teclados y cuerdas. Es la banda sonora mejor y más emotivamente resonante de este prometedor equipo de jóvenes autores".
Dear Evan Hansen recibió el premio a mejor nueva obra de la Fundación Edgerton.

## Honores y premios

### Producción original de WashingtonD.C.
| Año  | Premio            | Categoría                          | Nominado                                                        | Resultado |
| ---- | ----------------- | ---------------------------------- | --------------------------------------------------------------- | --------- |
| 2016 | Helen Hayes Award | Mejor musical                      | Mejor musical                                                   | Ganador   |
| 2016 | Helen Hayes Award | Mejor dirección de musical         | Michael Greif                                                   | Ganador   |
| 2016 | Helen Hayes Award | Mejor actriz de reparto en musical | Laura Dreyfuss                                                  | Nominada  |
| 2016 | Helen Hayes Award | Mejor actriz de reparto en musical | Jennifer Laura Thompson                                         | Nominada  |
| 2016 | Helen Hayes Award | Mejor reparto en musical           | Mejor reparto en musical                                        | Ganador   |
| 2016 | Helen Hayes Award | Mejor diseño de iluminación        | Japhy Weideman                                                  | Nominado  |
| 2016 | Helen Hayes Award | Mejor dirección de musical         | Ben Cohn                                                        | Nominada  |
| 2016 | Helen Hayes Award | Mejor diseño de decorados          | David Kornis (Set Design) and Peter Nigrini (Projection Design) | Nominado  |

### Producción original de Off-Broadway
| Año  | Premio                                                | Categoría                                                                   | Nominado                                                    | Resultado |
| ---- | ----------------------------------------------------- | --------------------------------------------------------------------------- | ----------------------------------------------------------- | --------- |
| 2016 | Premio Charles MacArthur a mejor nueva obra o musical | Premio Charles MacArthur a mejor nueva obra o musical                       | Steven Levenson (libreto) and Pasek & Paul (letra y música) | Nominado  |
| 2016 | Outer Critics Circle Awards                           | Mejor nuevo musical de Off-Broadway                                         | Mejor nuevo musical de Off-Broadway                         | Ganador   |
| 2016 | Outer Critics Circle Awards                           | Mejor nueva banda sonora (Broadway u Off-Broadway) (Premio Marjorie Gunner) | Pasek & Paul                                                | Nominado  |
| 2016 | Outer Critics Circle Awards                           | Mejor libreto de musical (Broadway u Off-Broadway)                          | Steven Levenson                                             | Ganador   |
| 2016 | Outer Critics Circle Awards                           | Mejor director de musical                                                   | Michael Greif                                               | Nominado  |
| 2016 | Outer Critics Circle Awards                           | Mejor actor de musical                                                      | Ben Platt                                                   | Nominado  |
| 2016 | Outer Critics Circle Awards                           | Mejor diseño de producción (Obra o musical)                                 | Peter Nigrini                                               | Nominado  |
| 2016 | Premios Off Broadway Alliance                         | Mejor nuevo musical                                                         | Mejor nuevo musical                                         | Nominado  |
| 2016 | Drama League Award                                    | Mejor producción de un musical de Broadway u Off-Broadway                   | Mejor producción de un musical de Broadway u Off-Broadway   | Nominado  |
| 2016 | Drama League Award                                    | Interpretación distinguida                                                  | Ben Platt                                                   | Nominado  |
| 2016 | Drama Desk Awards                                     | Mejor letra                                                                 | Pasek & Paul                                                | Ganador   |
| 2016 | Drama Desk Awards                                     | Mejor actriz de reparto en musical                                          | Rachel Bay Jones                                            | Nominada  |
| 2016 | Drama Desk Awards                                     | Mejor diseño de proyección                                                  | Peter Nigrini                                               | Nominado  |
| 2016 | Obie Award                                            | Premio Obie al teatro musical                                               | Steven Levenson (libreto) y Pasek & Paul (letra y música)   | Ganador   |
| 2016 | Obie Award                                            | Premio Obie a la distinción en la interpretación por un actor               | Ben Platt                                                   | Ganador   |
| 2017 | Lucille Lortel Awards                                 | Mejor musical                                                               | Mejor musical                                               | Nominado  |
| 2017 | Lucille Lortel Awards                                 | Mejor actor protagonista de musical                                         | Ben Platt                                                   | Ganador   |
| 2017 | Lucille Lortel Awards                                 | Mejor actriz de reparto de musical                                          | Rachel Bay Jones                                            | Ganadora  |
| 2017 | Lucille Lortel Awards                                 | Mejor diseño de proyección                                                  | Peter Nigrini                                               | Nominado  |

### Producción original de Broadway
| Año  | Premio             | Categoría                                      | Nominado | Resultado |
| ---- | ------------------ | ---------------------------------------------- | --- | --------- |
| 2017 | 71.os premios Tony | Mejor musical                                  | Mejor musical | Ganador   |
| 2017 | 71.os premios Tony | Mejor libreto de musical                       | Steven Levenson | Ganador   |
| 2017 | 71.os premios Tony | Mejor banda sonora                             | Pasek & Paul | Ganador   |
| 2017 | 71.os premios Tony | Mejor actor de musical                         | Ben Platt | Ganador   |
| 2017 | 71.os premios Tony | Mejor actor de reparto de musical              | Mike Faist | Nominado  |
| 2017 | 71.os premios Tony | Mejor actriz de reparto de musical             | Rachel Bay Jones | Ganador   |
| 2017 | 71.os premios Tony | Mejor diseño de iluminación de musical         | Japhy Weideman | Nominado  |
| 2017 | 71.os premios Tony | Mejor dirección de musical                     | Michael Greif | Nominado  |
| 2017 | 71.os premios Tony | Mejor orquestación                             | Alex Lacamoire | Ganador   |
| 2017 | Drama League Award | Mejor producción de Broadway u Off-Broadway    | Mejor producción de Broadway u Off-Broadway | Ganador   |
| 2017 | Drama League Award | Mejor interpretación                           | Ben Platt | Ganador   |
| 2017 | Drama League Award | Mejor interpretación                           | Rachel Bay Jones | Nominado  |
| 2018 | Premios Grammy     | Premio Grammy al mejor álbum de teatro musical | Ben Platt (solista principal); Alex Lacamoire, Stacey Mindich, Benj Pasek & Justin Paul (productores); Benj Pasek & Justin Paul (compositores/letristas) | Ganador   |

## Adaptación
El 29 de noviembre de 2018, se anunció que Universal Pictures optó por hacer una versión cinematográfica del musical dirigida por Stephen Chbosky, con Ben Platt y Colton Ryan repitiendo sus papeles como Evan Hansen y Connor respectivamente. La película está programada para estrenar el 24 de septiembre de 2021.